# Siechenbach (Wunsiedel)
Der Siechenbach ist ein Fließgewässer im Gebiet der Stadt Wunsiedel im nordostbayerischen Landkreis Wunsiedel im Fichtelgebirge. Er entspringt unmittelbar nördlich der Waldabteilung Kappel, von dort fließt der Bach ostwärts ab und speist mit seinem Wasser einige Teiche im Schwarzenbachgrund. Nach 2,8 km mündet er vor dem Wunsiedeler Ortsteil Schneckenhammer in die Röslau.
Am Siechenbach wurden Tonvorkommen für die Herstellung von Töpferwaren abgebaut.

## Name
Am Ursprung des Baches stand ein Sondersiechenhaus für Aussatzkranke, das 1427 urkundlich in einer Stadtrechnung genannt wird. Dem Haus war eine Kapelle angegliedert, die St. Jakob dem Älteren gewidmet war. Der Name des Baches leitet sich also wohl von dem etwa 150 Jahre lang bestehenden Siechenhaus ab.

## Karten
- Topographische Karte des Bayerischen Landesvermessungsamtes 1:25.000, Blatt 5938 Marktredwitz